# MARE*GO
Die MARE*GO ist ein deutsches privat betriebenes Seenotrettungsschiff der gemeinnützigen Zusammenland gUG (haftungsbeschränkt). Bis 2022 war die Mare Liberum ein privat betriebenes Schiff zur Menschenrechtsbeobachtung in der Ägäis. Bis 2018 war das Schiff für den Verein „Sea-Watch e.V.“ als Sea-Watch im Einsatz, danach bis 2022 als Mare Liberum für die gleichnamige Menschenrechtsorganisation aus Berlin. Das Schiff wird unter deutscher Flagge betrieben.

## Geschichte
Das Schiff wurde 1917 bei der Werft Verenigde Scheepswerf „Vooruit“ in Enkhuizen unter der Baunummer 122 auf Kiel gelegt und als Segellogger Waakzaamheid (VL226) für die Visserijmaatschapij Waakzaamheid in Vlaardingen fertiggestellt. Es zählte zu einer Reihe von 15 stählernen Aaken für den Muschel- und Fischfang, die die Bauwerft zwischen 1910 und 1926 baute. 1923 wurde das Schiff an P. J. de Baare aus Breskens veräußert, der es als Catholina (BR20) einsetzte und 1929 mit einem 1921 gebauten Kromhout-Dieselmotor mit 50 PS Leistung ausrüstete.
Im Jahr 1941 beschlagnahmte die Deutsche Kriegsmarine die Catholina. Am 24. Juli 1946 erhielt der Eigner sein Schiff in Delfzijl zurück.
1949 ersetzte ein 1943 gebauter und 112 PS starker Deutz-Dieselmotor das ältere Kromhout-Aggregat. 1952 wurde das Schiff gemeinschaftlich auf J. A., A. J. und P. J. de Baare übertragen. Nachdem 1961 erneut ein neuer Motor, diesmal ein Berliet-MDO.3.M mit 150 PS, eingebaut worden war, kam ein 1961 geplanter Verkauf an C. J. Walbroek aus Breskens mit der Umbenennung des Schiffes in Klaas (BR29) nicht zustande. Stattdessen veräußerten die Gebrüder de Baare das Schiff im April 1964 an J. M. van Dorpel, der es als Wilhelmina (YE138) in Yerseke registrieren ließ. 1966 erhielt das Schiff einen nach vorne überfallenden Kuttersteven statt des vorherigen Aakstevens – die Länge stieg dabei auf 20,99 Meter. 1969 ersetzte ein Kromhout-12.TV.120-Dieselmotor mit einer Leistung von 248 PS den vorherigen Motor und 1971 erwarben die Gebrüder A. & W. Sinke aus Colijnsplaat das Fahrzeug ohne Umbenennung.
1973 übernahm M. Letsch aus Scheveningen die Wilhelmina und benannte sie in Alida Jojanna (SCH138) um, und schon im Jahr darauf kaufte der 24-jährige Douwe Amels aus Makkum das Schiff und taufte es auf Albertina (WON52). Im Jahr 1976 wurde das Schiff erneut veräußert, diesmal an H. Bout aus Colijnsplaat, der es in Kortgene registrierte und bis 1979 als Zeearend (KG5) nutzte, bevor er es an die Gebrüder Nelis weitergab, die den Namen Albatros (KG12) wählten. 1981 übernahm das Unternehmen Van Dienst & Westdorp aus Goedereede den Kutter, nannte ihn De Wil en ’t Gemoed mit dem Fischereikennzeichen (GO46) und ließ einen Mitsubishi-S6-BTK-Dieselmotor mit 240 PS einbauen. Nachdem das Schiff 1983 noch einmal auf A. van Dienst übertragen worden war, schied es 1985 aus der Berufsschifffahrt aus und wurde als Freizeitfahrzeug Ran GO 46 von J. A. L. Jansen-Fijnaart erworben. 1987 erhielt das Schiff wieder einen neuen Motor, einen MAN mit 340 PS, der bis heute eingebaut ist.

### Sea-Watch
Nach einer langjährigen Privatnutzung und einem zwischenzeitlichen Verkauf an die Familie de Vogel erwarb Harald Höppner das Schiff 2015 vom Unternehmen Multiships für den Einsatz des privat finanzierten Projekts Sea-Watch. Nach einem Umbau und Ausrüstung für die medizinische Erstversorgung, einer Satellitenanlage, Schwimmwesten und Rettungsinseln begann das Schiff seine Reise ins Mittelmeer, wo der ehemalige Fischkutter bei der Seenotrettung von Bootsflüchtlingen eingesetzt wird.

### Mare Liberum

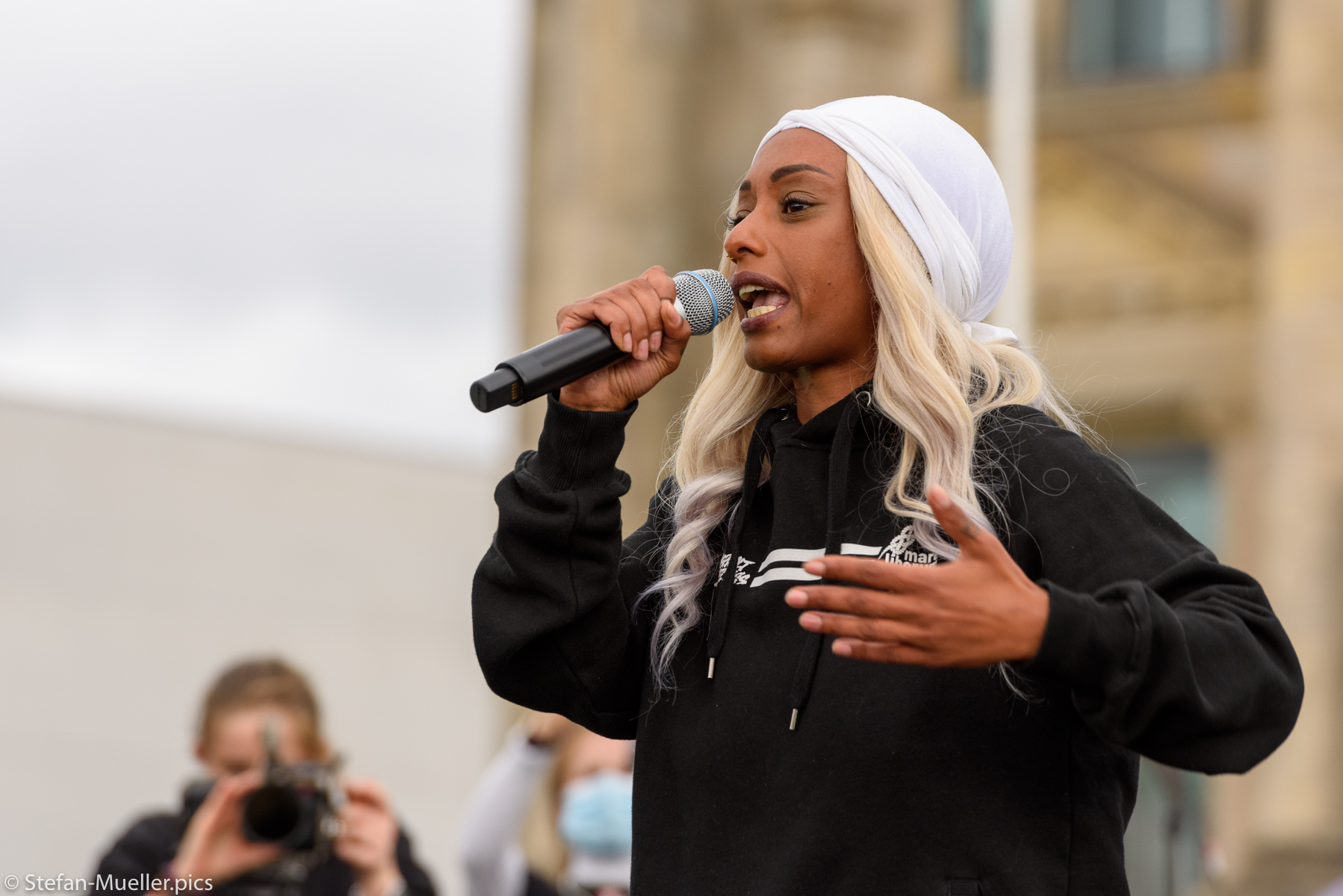
Auftritt der Rapperin Nura bei Fridays For Future mit Mare-Liberum-Sweatshirt (2021)

2018 wurde das Boot an den Verein Mare Liberum e.V. verkauft. Seitdem führt das Schiff unter dem Namen Mare Liberum Menschenrechtsbeobachtung auf See durch. Die Ägäis ist Teil einer Fluchtroute von der Türkei auf die griechischen Inseln, auf der immer wieder Menschen ertrinken.
Das Schiff wurde 2020 zwischenzeitlich im Hafen festgehalten, weil das deutsche Verkehrsministerium (BMVI) die Schiffssicherheitsverordnung geändert hatte und nun NGO-Schiffe, die für humanitäre oder ähnliche Zwecke eingesetzt werden, hinsichtlich Bauweise, Ausrüstung und Besatzung mit Anforderungen konfrontiert, die sonst nur die gewerbliche Berufsschifffahrt erfüllen muss. So verlangte sie nun auch ein entsprechendes Schiffsicherheitszeugnis von Mare Liberum für ihre beiden eingesetzten Einheiten, Mare Liberum und Sebastian K.
Anfang September 2020 wurde das Schiff in Perama auf Lesbos von griechischen Grenzschutzbeamten durchsucht. Die Aktivisten selbst beklagten dabei die „Kriminalisierung von Menschenrechtsarbeit“ durch die griechischen Behörden. Am 28. September gab die griechische Polizei per Pressemitteilung bekannt, dass gegen 35 Personen und vier NGOs auf Lesbos ermittelt wird. Mare Liberum wurde jedoch nicht offiziell genannt. Am 2. Oktober 2020 erklärte das Verwaltungsgericht Hamburg die Festhalteverfügung des Ministeriums für unzulässig, da es das Verkehrsministerium versäumt hatte, die EU-Kommission über den Entwurf der geänderten Vorschrift vor deren Erlass zu unterrichten.
Der Verein Mare Liberum konnte für März bis Dezember 2021 insgesamt 321 Vorfälle dokumentieren, bei denen 9.798 Flüchtlinge gewaltsam in die Türkei zurückgedrängt wurden. Die griechische Küstenwache wäre dabei Hauptakteurin gewesen und nach Angaben von Überlebenden hätten fallweise auch Frontex und NATO mitgewirkt. Im Jahr 2023 teilte die Organisation mit, dass das Schiff nun Aktivisten der Gruppe Zusammenland gUG übergeben wurde, die unter dem Namen MARE*GO agieren. Als Grund gab die Organisation an, dass ein repressives Gesetz aus dem Jahr 2021 den Einsatz von Monitoring- und Seenotrettungsschiffen in Griechenland praktisch unmöglich gemacht hätte. Durch die neuen Regelungen sei man gezwungen, sich bei den griechischen Behörden zu registrieren und zertifizieren zu lassen und den Anweisungen der griechischen Küstenwache stets Folge zu leisten, was die Arbeit mit dem Schiff unmöglich macht.

### MARE*GO

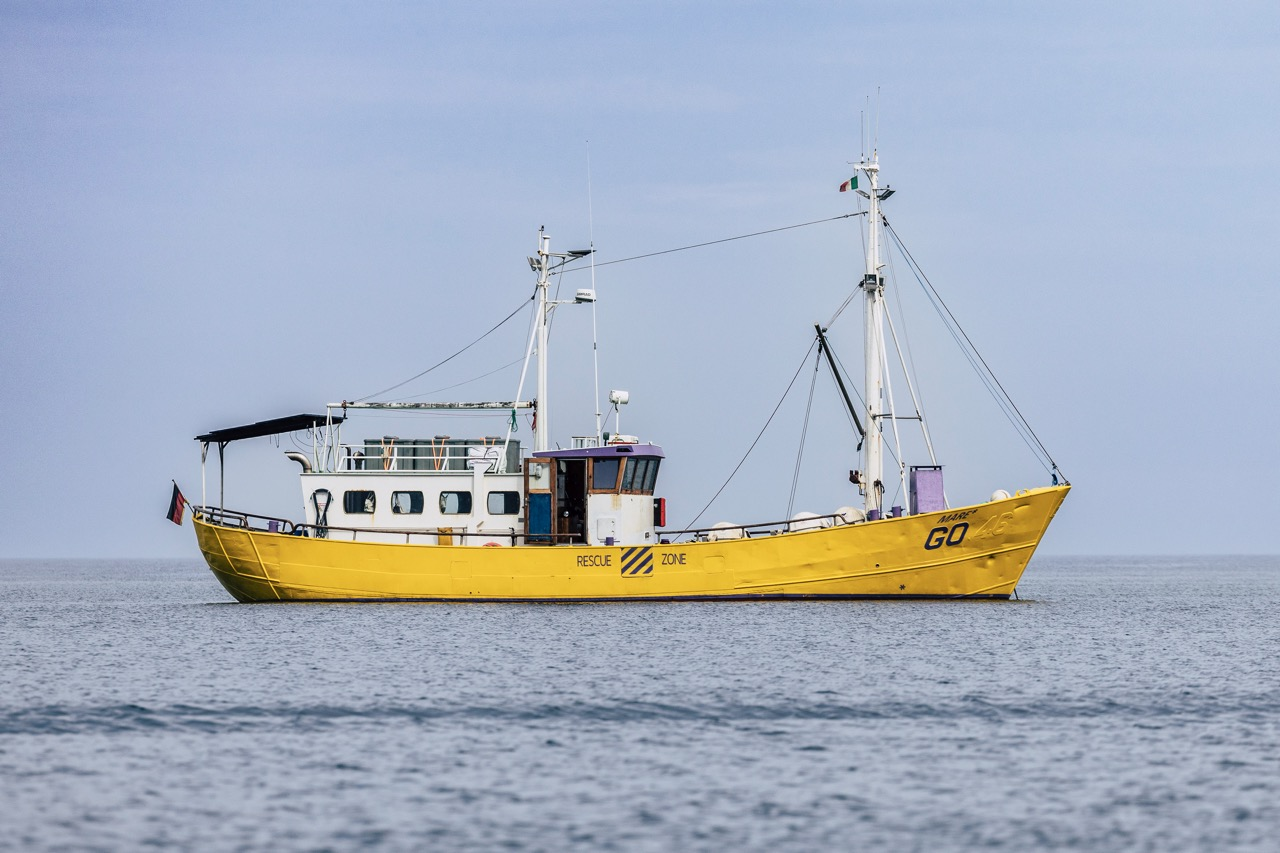

Im Dezember 2022 hat Zusammenland gUG (haftungsbeschränkt) dem Verein Mare Liberum e.V. das Schiff für 1 symbolischen Euro abgekauft und betreibt das Schiff seit Januar 2023 als MARE*GO. Nach einer Überfahrt nach Malta, wurde es bis Mitte Mai in der Werft saniert und modernisiert und konnte Ende Mai auf den ersten Einsatz als Seenotrettungsschiff im zentralen Mittelmeer agieren. Die Organisation gibt an, über 80.000 € in den Umbau und die Sanierungsmaßnahmen investiert zu haben. Zusammenland gUG (haftungsbeschränkt) bittet um Spenden und Fördermittel, um die nächsten Einsätze und den laufenden Betrieb zu sichern.
Während des ersten Einsatzes nahm die Crew drei Rettungen vor. Bei der dritten Rettung wurden fast 40 Menschen an Bord genommen. Infolgedessen steuerte die MARE*GO den nächstgelegenen europäischen Hafen in Lampedusa an, obwohl dem Schiff von den italienischen Behörden Trapani auf Sizilien zugewiesen wurde. Aus humanitären Gründen und medizinischer Sicht war die lange Fahrt nach Trapani nicht möglich, sodass die Crew sich dazu entschied, nach Lampedusa einzufahren. Am 2. Juni 2023 wurde die MARE*GO deswegen auf Lampedusa festgesetzt.
Im Jahr 2023 wurden 6 Einsätze gefahren mit knapp 52.000 € an Ausgaben. Zusammenland gUG verzichtet darauf, die Zahlen über Menschen und Boote zu veröffentlichen, da diese nichts aussagen. Es bleibt Zufall, wann und wie viele Menschen wo gefunden werden, Wetter, politische Umstände und vieles mehr haben einen sehr großen Einfluss auf die Zahlen. Die angestrebte Vergleichbarkeit wird damit nur scheinbar faktisch. Jedes Seenotrettungsschiff ist wichtig, um Menschen vor dem Ertrinken zu bewahren!

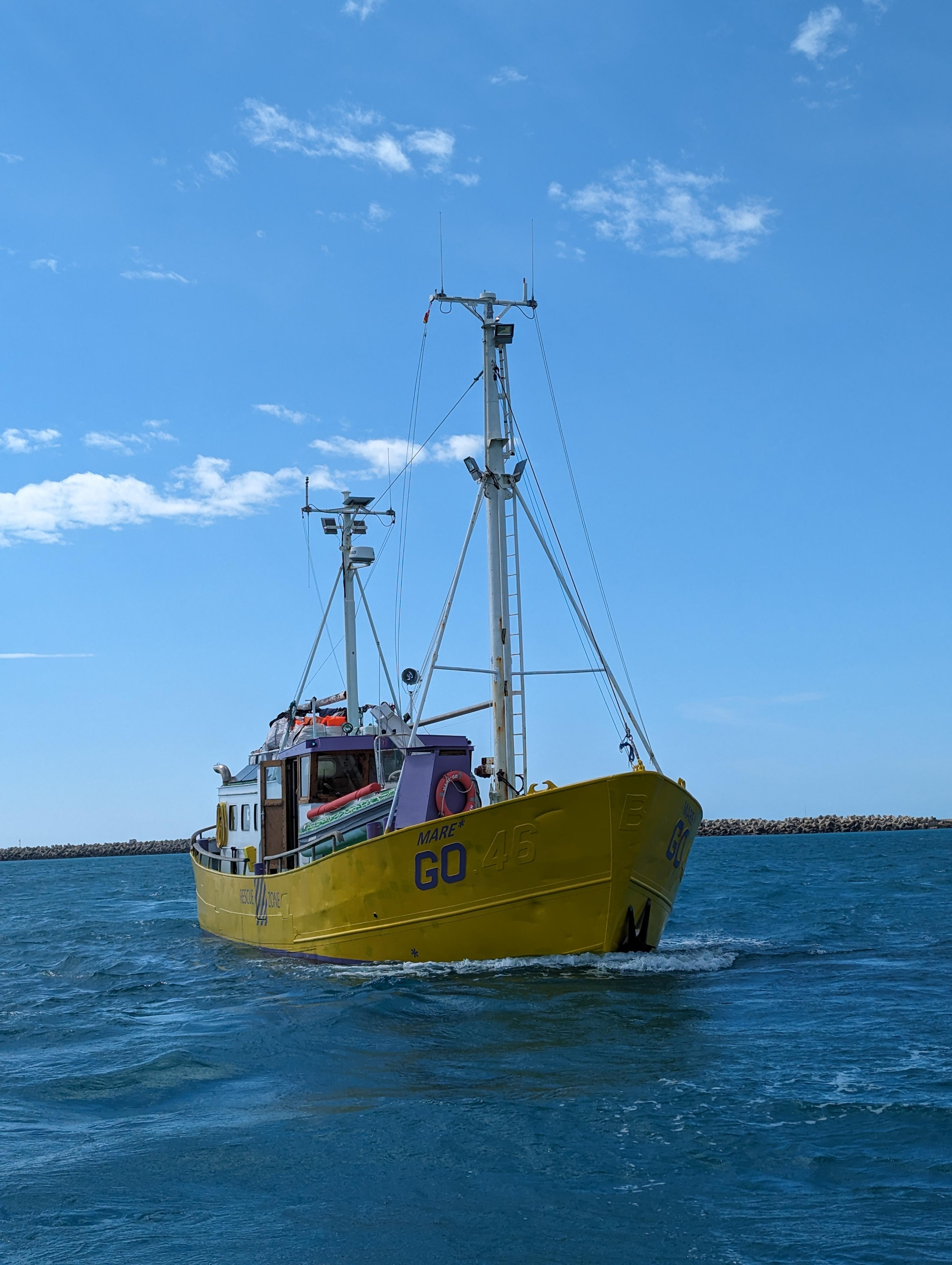

Nach einer Werftzeit im Winter 2023/2024, die von United4Rescue und einem Crowdfunding finanziert wurden, werden auch 2024 wieder Einsätze gefahren. Insgesamt sind 5 dreiwöchige Einsätze und 1 dreimonatiges geplant.